# 이마이치정
이마이치정(今市町)은 일본 시마네현 히카와군에 있던 정이다. 현재의 이즈모시의 일부에 해당한다.

## 역사
- 1889년 4월 1일 - 정촌제 시행에 의해 간도군 이마이치정이 성립하였다.
- 1896년 4월 1일 - 히카와군으로 변경되었다.
- 1941년 2월 11일 - 고시촌, 다카마쓰촌, 다카하마촌, 요쓰가네촌, 가와토촌, 오쓰촌, 엔야촌과 합병해 이즈모정이 신설하여 폐지되었다.

## 교통

### 철도
- 일본국유철도
  - 산인본선
  - 다이샤선
- 이치바타 전기철도
  - 기타마쓰에선
- 이즈모 철도 (1965년 폐선)
  - 기타마쓰에선

### 도로
- 산인도 (현 국도 제9호선)

## 참고문헌
- 角川日本地名大辞典 32 島根県